# Épénancourt
Épénancourt ist eine nordfranzösische Gemeinde mit 126 Einwohnern (Stand 1. Januar 2022) im Département Somme in der Region Hauts-de-France. Die Gemeinde gehört zum Arrondissement Péronne und ist Teil des Gemeindeverbandes Est de la Somme.

## Geographie
Die Gemeinde liegt am Westufer der kanalisierten Somme und an der Départementsstraße D62.

## Geschichte
Die Gemeinde erhielt als Auszeichnung das Croix de guerre 1914–1918.

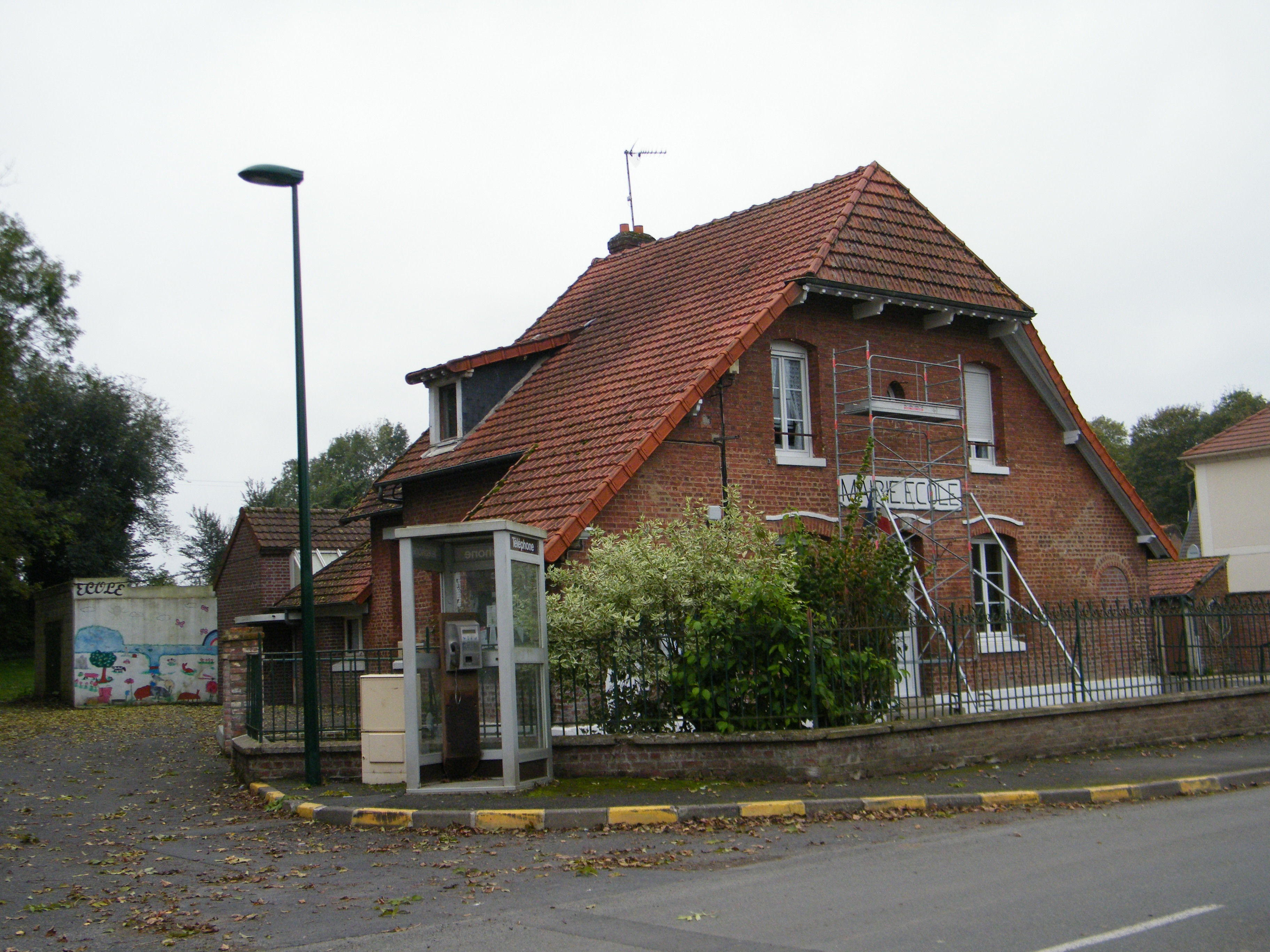
Kirche Mariä Geburt

| 1962 | 1968 | 1975 | 1982 | 1990 | 1999 | 2006 | 2018 |
| ---- | ---- | ---- | ---- | ---- | ---- | ---- | ---- |
| 112  | 125  | 121  | 124  | 124  | 128  | 102  | 124  |